# Franco Israel
Franco Israel Wibmer (ur. 22 kwietnia 2000 w Nueva Helvecia) – urugwajski piłkarz pochodzenia włoskiego występujący na pozycji bramkarza, reprezentant Urugwaju, od 2022 roku zawodnik portugalskiego Sportingu CP.